# Goniacodon
Goniacodon is een geslacht van uitgestorven carnivore hoefdierachtigen uit de familie Triisodontidae. Dit dier leefde tijdens het Vroeg-Paleoceen in Noord-Amerika.

## Fossiele vondsten
Fossielen van Goniacodon zijn gevonden in afzettingen in de Amerikaanse staten New Mexico, Wyoming en Montana die dateren uit het einde van de North American Land Mammal Age Puercan tot het vroegste Tiffanian. De eerste vondsten werden in de jaren tachtig van de negentiende eeuw door Edward Drinker Cope gedaan. Met fossiele vondsten van kaken, tanden, wervels en grote delen van de voor- en achterpoten in het San Juan-bekken is Goniacodon de beste bekende vorm uit de Triisodontidae.

## Kenmerken
Goniacodon was een wasbeerachtig dier met het formaat van een rode vos en de robuustheid van een das. Goniacodon was een klimmend dier gezien de bouw van de voorpoten met krachtige schouders en robuuste poten, dat behendig was voor zijn tijd. Het had niet de knipkiezen van echte carnivoren, maar wel tanden met scheurranden en het gebit vormt zo een overgangsvorm naar een carnivore leefwijze binnen de hoefdieren. Goniacodon had net als de verwante Eoconodon een grote bijtkracht, geschat op 639 newton en daarmee anderhalf keer krachtiger dan die van een Afrikaanse wilde hond.